# Dom zakonny
Dom zakonny – najmniejsza jednostka administracyjna zakonu, siedziba wspólnoty zakonnej gromadząca mniej niż dwunastu zakonników. Przełożonym domu zakonnego jest przeor lub ihumen.